# Replenisher
Le replenisher est un instrument rotatif ingénieux inventé en 1867 par Lord Kelvin pour produire de hautes tensions électrostatiques :
- sans frottement (hormis un bref contact avec une lame métallique arrondie à chaque demi-tour) ;
- ni recours aux dispositifs encombrants de roues en verre des autres machines à influence ;
- ni va-et-vient fastidieux de décharge d'un objet chargé à l'intérieur d'un cylindre métallique isolé.

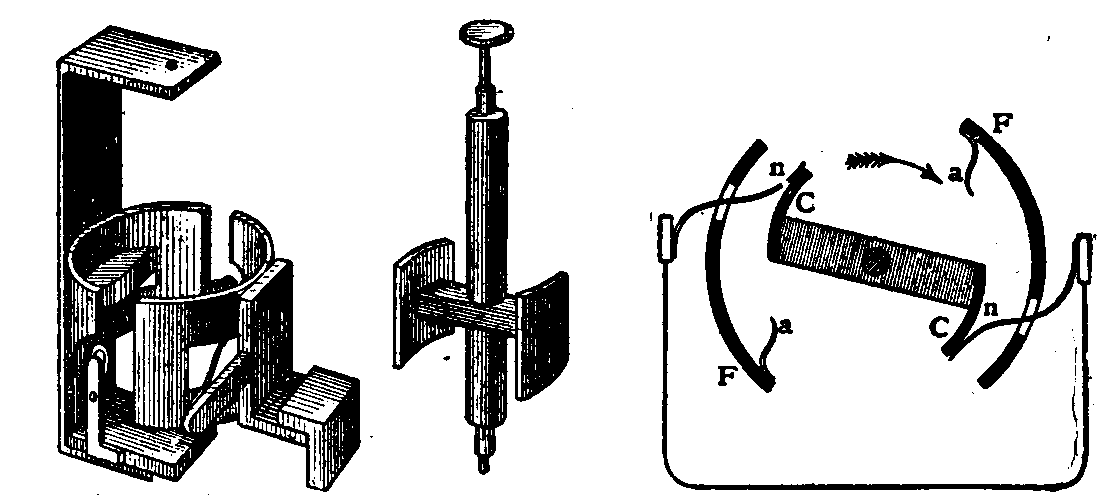

Son invention, par son principe, fonctionne un peu comme une sorte de magnéto, mais utilisant les transferts de charge électrostatique en lieu et place de l'induction électromagnétique.

## Principe
Le replenisher utilise le principe d'électrostatique selon lequel les charges électriques, positives ou négatives, vont toujours se placer à l'extérieur des surfaces bombées. L'intérieur du cylindre (double demi-cylindre, plus précisément) du replenisher est donc neutre. Les charges tantôt positives, tantôt négatives qu'acquiert par influence (électrostatique) le rotor du replenisher se déchargent donc à chaque demi-tour dans le demi-cylindre le plus proche.
Comme pour toute machine électrostatique, il importe que l'appareil ne comporte aucune pointe, arête ou angle vif, ce qui rend délicate sa réalisation. Toutefois la disponibilité universelle actuellement de gobelets jetables en matière plastique isolante et de feuilles d'aluminium lisse dont on peut tapisser chaque moitié (voir vidéo) les rend plus réalisables dans le cadre d'une simple démonstration de faisabilité (la machine ne sera en effet pas très durable).
Le replenisher est décrit abondamment dans les ouvrages généraux d'électricité antérieurs à la Deuxième Guerre mondiale, mais le type de machines dans lesquels on l'utilisait n'y est pas précisé.